# Shima Iwashita
Shima Shinoda (篠田 志麻 Shinoda Shima?, n. 3 ianuarie 1941, Ginza⁠(d), Tōkyō, Japonia), mai cunoscută sub pseudonimul artistic Shima Iwashita (岩下 志麻?), este o actriță japoneză, care a apărut în peste 100 de filme de cinema și în numeroase producții de televiziune. A obținut patru premii Kinema Junpō, trei premii Mainichi, trei premii Panglica Albastră și un premiu al Academiei Japoneze de Film.

## Biografie
Tatăl Shimei Iwashita a fost actorul și producătorul de film Kiyoshi Nonomura （野々村潔) (1914-2003). Mătușa ei maternă, Shizue Yamagishi （山岸しづ江）, a fost căsătorită cu actorul teatrului kabuki Kawarasaki Chōjūrō IV （四代目　河原崎長十郎）(1902-1981), care a jucat în filmul Humanity and Paper Balloons (1937) al lui Sadao Yamanaka, unul dintre cele mai influente filme sonore de la începuturile cinematografiei japoneze, și a fost unul din fondatorii companiei teatrale Zenshinza（劇団前進座） în 1931.
Shima Iwashita și-a petrecut copilăria în orașul Musashino, unde a învățat la Școala Primară Municipală nr. 3 și la Școala Medie Municipală nr. 3, apoi s-a mutat la Tokyo, unde a învățat la Liceul Musashi și apoi la Liceul Myōjō Gakuen. A fost admisă la Facultatea de Arte a Universității Seijo, dar a abandonat studiile înainte de absolvire. S-a căsătorit cu regizorul Masahiro Shinoda în 1967 și a apărut în numeroase din filmele lui.
A debutat ca actriță în 1958 în serialul de televiziune Basu-dōri ura （バス通り裏: Just Off the Main Street). Primul ei rol într-un film de cinema a fost în filmul The River Fuefuki （笛吹川: Fuefukigawa） (1960) al lui Keisuke Kinoshita. A colaborat cu compania de producție Shōchiku până în 1976. Tot în 1960 a interpretat rolul unei recepționiste în filmul Late Autumn （秋日和: Akibiyori） al lui Yasujirō Ozu. Cineastul a distribuit-o apoi în rolul Michiko, fiica personajului interpretat de Chishū Ryū, în filmul An Autumn Afternoon (1962), ultimul film pe care l-a realizat. Potrivit criticului de film Nobuo Chiba, Ozu s-a gândit să o distribuie pe Iwashita într-un rol din filmul pe care-l pregătea la momentul morții sale, Radishes and Carrots （大根と人参: Daikon to ninjin）(Nobuo Chiba, Ozu Yasujirō and the 20th Century: 千葉信夫,「小津安二郎と２０世紀」, p. 337) Într-un interviu apărut în numărul din 12 octombrie 2011 al revistei săptămânale Shūkan Shinchō（週刊新潮）, Iwashita a spus că este întrebată frecvent despre Ozu atât în Japonia, cât și în străinătate. În 1986 a jucat în filmul Gokudō no onnatachi  （極道の妻たち: Yakuza Wives）, care a devenit primul film dintr-o serie foarte populară care a ajuns la 16 filme.
Shima Iwashita a apărut în aproape 120 de filme între 1960 și 2006.
Iwashita a apărut într-un număr mare de reclame la diferite produse. Ea a fost timp de mulți ani imaginea companiei de cosmetice Nippon Menard Cosmetic Company.

## Filmografie selectivă
- 1960: Jeunesse en furie (乾いた湖 Kawaita mizuumi?), regizat de Masahiro Shinoda - Yōko Katsura
- 1960: La Rivière Fuefuki (笛吹川 Fuefukigawa?), regizat de Keisuke Kinoshita - Ume, sora
- 1960: Fin d'automne (秋日和 Akibiyori?), regizat de Yasujirō Ozu - Uketuske no josei
- 1961: Braves gens, belles journées (好人好日 Kojin kojitsu?), regizat de Minoru Shibuya
- 1961: Mon visage embrasé au soleil couchant (夕陽に赤い俺の顔 Yūhi ni akai ore no kao?), regizat de Masahiro Shinoda
- 1961: Voyage de mon amour (わが恋の旅路 Waga koi no tabiji?), regizat de Masahiro Shinoda
- 1962: Harakiri (切腹 Seppuku?), regizat de Masaki Kobayashi - Miho Tsugumo
- 1962: Le Goût du saké (秋刀魚の味 Sanma no aji?), regizat de Yasujirō Ozu - Michiko Hirayama
- 1963: Kyoto (古都 Koto?), regizat de Noboru Nakamura - Chieko / Naeko
- 1964: Assassinat (暗殺 Ansatsu?), regizat de Masahiro Shinoda - Oren (Lotus)
- 1965: Le Camélia à cinq pétales (五辧の椿 Goben no tsubaki?), regizat de Yoshitarō Nomura - Oshino
- 1965: Le Sabre de la bête (獣の剣 Kedamono no ken?), regizat de Hideo Gosha - Taka
- 1966: Captive's Island (処刑の島 Shokei no shima?), regizat de Masahiro Shinoda - Aya, fiica lui Daigoku
- 1967: Le Banquet (宴 Utage?), regizat de Heinosuke Gosho - Suzuko
- 1967: Portraits de Chieko (智恵子抄 Chieko-shō?), regizat de Noboru Nakamura - Chieko Takamura
- 1967: Akane-gumo (あかね雲?), regizat de Masahiro Shinoda - Matsuno Niki
- 1967: Onna no isshō (女の一生?), regizat de Yoshitarō Nomura
- 1968: La Fête de Gion (祇園祭 Gion matsuri?), regizat de Tetsuya Yamanouchi - Ayame[6]
- 1969: Double suicide à Amijima (心中天網島 Shinjū: Ten no Amijima?), regizat de Masahiro Shinoda - Koharu / Osan
- 1969: Red Lion (赤毛 Akage?), regizat de Kihachi Okamoto - Tomi[7]
- 1969: D'amour chante mon cœur (わが恋わが歌 Waga koi waga uta?), regizat de Noboru Nakamura - Tomiko
- 1970: Sono hito wa onna kyôshi (沈黙?), regizat de Masanobu Deme - Maki Hayami[8]
- 1971: Silence (沈黙 Chinmoku?), regizat de Masahiro Shinoda - Kiku
- 1974: Himiko (卑弥呼?), regizat de Masahiro Shinoda - Himiko
- 1977: Orin la proscrite (はなれ瞽女おりん Hanare goze Orin?), regizat de Masahiro Shinoda - Orin
- 1978: L'Été du démon (鬼畜 Kichiku?), regizat de Yoshitarō Nomura - Oume, soția lui Sokichi
- 1981: Akuryōtō (悪霊島?), regizat de Masahiro Shinoda - Fubuki
- 1982: Dans l'ombre du loup (鬼龍院花子の生涯 Kiryūin Hanako no shōgai?), regizat de Hideo Gosha - Uta Kiryuin
- 1984: MacArthur's Children (瀬戸内少年野球団 Setouchi Shōnen Yakyū-dan?), regizat de Masahiro Shinoda - Tome
- 1985: Ma no toki (魔の刻?), regizat de Yasuo Furuhata - Ryoko, mama lui Fukashi
- 1985: Le Sang du dragon (聖女伝説 Seijo densetsu?), regizat de Tōru Murakawa - Taeko Ichikawa[9]
- 1985: La Table vide (食卓のない家 Shokutaku no nai ie?), regizat de Masaki Kobayashi - Kiwa Nakahara
- 1986: Gonza le lancier (近松門左衛門 鑓の権三 Yari no Gonza?), regizat de Masahiro Shinoda - Osai
- 1986: Femmes de yakuzas (極道の妻たち Gokudō no onna-tachi?), regizat de Hideo Gosha - Migiwa Awazu
- 1990: Gokudō no tsuma-tachi : Saigo no tatakai (極道の妻たち 最後の戦い?), regizat de Kōsaku Yamashita - Fuyu Segami
- 1990: Childhood Days (少年時代 Shōnen jidai?), regizat de Masahiro Shinoda - Shizue Kazama
- 1991: Shin gokudō no tsuma-tachi (新極道の妻たち?), regizat de Sadao Nakajima - Kanae Fujinami
- 1993: Shin gokudō no tsuma-tachi : Kakugoshiiya (新極道の妻たち 覚悟しいや?), regizat de Kōsaku Yamashita - Atsumi Nogi
- 1993: Kozure Ōkami: Sono chiisaki te ni (子連れ狼 その小さき手に Kozure Ōkami: Sono chiisaki te ni?), regizat de Akira Inoue
- 1995: Sharaku (写楽 Sharaku?), regizat de Masahiro Shinoda - șef de bandă

## Premii și distincții

### Decorații
- Medalia de Onoare cu panglică violetă (2004)
- Ordinul Soarelui Răsare, cl. a IV-a, raze de aur cu rozetă (2012)

### Premii
- Premiul Kinuyo Tanaka (1989)[10][11]
- Premiul Academiei Japoneze de Film pentru cea mai bună actriță:
  - în 1978, pentru Proscrisa Orin[12]
- Premiul Kinema Junpō pentru cea mai bună actriță:
  - în 1968, pentru Onna no isshō, Portretul lui Chieko și Akane-gumo[13]
  - în 1970, pentru Double Suicide in Amijima[14]
  - în 1978, pentru Proscrisa Orin[15]
- Premiul Mainichi pentru cea mai bună actriță:
  - în 1968, pentru Portretul lui Chieko și Akane-gumo[16][17]
  - în 1970, pentru Double suicide à Amijima și D'amour chante mon coeur[18][19]
  - în 1978, pentru Proscrisa Orin[20][21]
- Premiul Panglica Albastră pentru cea mai bună actriță debutantă:
  - în 1962, pentru Voyage de mon amour și Fața mea arzătoare în soarele apus
- Premiul Panglica Albastră pentru cea mai bună actriță:
  - în 1965, pentru Camelia cu cinci petale[22]
  - în 1978, pentru Proscrisa Orin[23]
- Premiul Hōchi pentru cea mai bună actriță:
  - în 1977, pentru Proscrisa Orin[24]
- Premiul Nikkan Sports Film pentru cea mai bună actriță:
  - în 1993, pentru Shin gokudō no tsuma-tachi : Kakugoshiiya

### Nominalizări
- Premiul Academiei Japoneze de Film pentru cea mai bună actriță:
  - în 1982, pentru Akuryōtō
  - în 1986, pentru Ma no toki, La Table vide și Le Sang du dragon
  - în 1987, pentru Femmes de yakuzas și Gonza le lancier
  - în 1991, pentru Zilele Copilăriei și Gokudō no tsuma-tachi : Saigo no tatakai
  - în 1992, pentru Shin gokudō no tsuma-tachi
  - în 1994, pentru Shin gokudō no tsuma-tachi : Kakugoshiiya

## Legături externe
- Shima Iwashita la Internet Movie Database
- Shima Iwashita pe Japanese Movie Database